# 10245 Inselsberg
Inselsberg (asteroide 10245) é um asteroide da cintura principal, a 2,5181466 UA. Possui uma excentricidade de 0,0940186 e um período orbital de 1 692,54 dias (4,64 anos).
Inselsberg tem uma velocidade orbital média de 17,86536458 km/s e uma inclinação de 8,91528º.
Este asteroide foi descoberto em 24 de Setembro de 1960 por Cornelis van Houten, Ingrid van Houten-Groeneveld.